# Йохан IV (Източна Фризия)
Йохан IV фон Източна Фризия-Ритберг (на немски: Johann IV von Ostfriesland-Rietberg; * 31 май 1618; † 7 август 1660) от фризийския род Кирксена от Източна Фризия е граф на Ритберг (1640 – 1660).

## Произход и наследство
Той е най-малкото дете син на граф Йохан III от Източна Фризия, граф на Ритберг чрез женитба (1566 – 1625) и съпругата му графиня Сабина Катарина от Източна Фризия, наследничка на Есенс и Ритберг (1582 – 1618), дъщеря на чичо му граф Енно III от Източна Фризия (1563 – 1625) и графиня Валпургис фон Ритберг (1555/1556 – 1586).
Йохан IV става домхер в Кьолн. След смъртта на брат му Ернст Кристоф (1606 – 1640) той и брат му Фердинанд Франц (1613 – 1648) наследяват през 1640 г. графството Ритберг.

## Фамилия
Йохан IV фон Ритберг се жени на 3 март 1647 г. за Анна Катарина фон Залм-Райфершайт (4 ноември 1624 – 16 ноември 1691), дъщеря на граф и алтграф Ернст Фридрих фон Залм-Райфершайт (1583 – 1639) и графиня Мария Урсула фон Лайнинген-Дагсбург-Фалкенбург (1584/1590 - 1649). Те имат децата:
- Фридрих Вилхелм († 31 декември 1640, убит в битка при Страсбург), граф на Ритберг (1660 – 1677)
- Фердинанд Максимилиан (* 1653, † 10 юни 1687), последният граф на Ритберг, женен 1685 г. за графиня Йоханета Елизабет Франциска фон Мандершайд-Бланкенхайм (1663 – 1704)
- Мария Леополдина Катарина († 6 май 1718), омъжена на 31 декември 1686 г. в Ритберг за граф Алберт Освалд III Франц фон Берг, господар ван Диксмуиден (1646 – 1712)
- Франц Адолф Вилхелм († 1690), домхер в Кьолн (1654), в Страсбург (1659), в Падерборн (1660), в Оснабрюк (1679), домдехант и катедрален шоластик в Кьолн (1687), граф на Ритберг (1677 – 1680)
- Бернхардина София († 14 август 1726), канонеса в Есен (1669), в Торн (1672 – 1682), докхерин и приорес във Фреден (1689), княжеска абатиса в Есен (1691 – 1726)